# Sławomir Makaruk (lotnik)

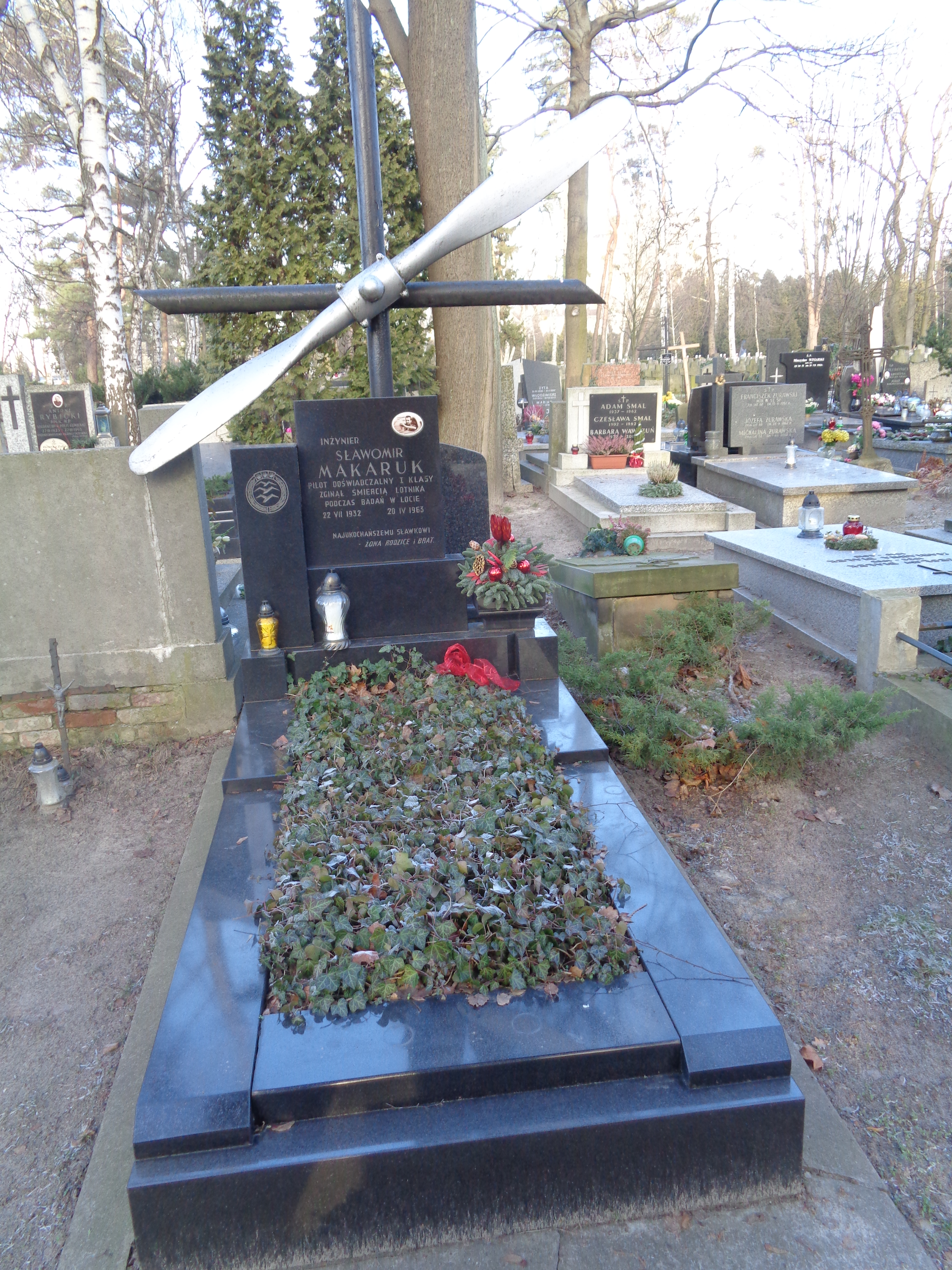
Grób Sławomira Makaruka na cmentarzu Wojskowym na Powązkach

Sławomir Piotr Jerzy Makaruk (ur. 22 lipca 1932 w Białej Podlaskiej, zm. 20 kwietnia 1963 k. Bielska-Białej) – polski szybownik, szybowcowy pilot doświadczalny, pilot samolotowy i balonowy, instruktor lotniczy.

## Życiorys
Urodził się w rodzinie Jana i Marii z Bauerów. W 1944 roku ukończył 6. klasę szkoły podstawowej w Białej Podlaskiej. W lutym 1945 roku jego rodzina przeniosła się do Torunia, gdzie uczęszczał do Gimnazjum im. Mikołaja Kopernika. W 1946 roku w wieku 14 lat rozpoczął szkolenie szybowcowe w Aeroklubie Pomorskim w Toruniu pod kierunkiem instruktora L. Belińskiego. Srebrną Odznakę Szybowcową (nr 451) uzyskał w roku 1951, Złotą (nr 45) w roku 1952.
W 1950 roku zdał maturę w liceum im. Stanisława Staszica w Warszawie. Początkowo studiował w Szkole Inżynierskiej Wawelberga i Rotwanda, a po jej włączeniu do Politechniki Warszawskiej na wydziale lotniczym PW, który ukończył w 1954 roku uzyskując tytuł inżyniera lotnictwa. W tym samym roku rozpoczął pracę w Zakładzie Badań w Locie Instytutu Lotnictwa jako pilot doświadczalny, a później jako kierownik pracowni szybowcowej Działu Badań w Locie. Prowadził próby homologacyjne wszystkich badanych w locie w tym czasie szybowców produkcji Szybowcowego Zakładu Doświadczalnego w Bielsku-Białej oraz prowadził też badania porównawcze wielu szybowców produkcji zagranicznej.
W 1953 roku podczas I Szybowcowych Mistrzostw Polski w Lesznie zajął 22 miejsce i spełnił dwa warunki do Diamentowej Odznaki Szybowcowej (przelot docelowy 306 km i przewyższenie 5510 m). W II Szybowcowych Mistrzostwach Polski w 1955 roku w Lisich Kątach zajął 6 miejsce w kategorii szybowców dwumiejscowych. W III Szybowcowych Mistrzostwach Polski w 1956 roku w Jeleniej Górze zajął 2 miejsce.
Aktywnie działał w środowisku lotniczym, w 1956 roku został wybrany na członka komisji restytucyjnej Aeroklubu Rzeczypospolitej Polskiej. Na zebraniu Aeroklubu PRL, odbywającym się w dniach 16–17 grudnia 1956 roku, został wybrany do Zarządu Głównego tej organizacji. W latach 1958–1959 był wiceprezesem Aeroklubu Warszawskiego, w latach 1956–1959 członkiem Zarządu Głównego APRL, 1959–1960 członkiem Komisji Rewizyjnej APRL, 1956–1963 członkiem Komisji Szybowcowej APRL oraz w latach 1958–1963 wiceprzewodniczącym Komisji Balonowej APRL. W 1961 roku wystąpił z propozycją utworzenia w Aeroklubie PRL Komisji Sportowej wzorowanej na przedwojennej Komisji Lotnictwa Sportowego.
W 1957 roku zdobył Złotą Odznakę Szybowcową z trzema diamentami (odznaka nr 26) za przelot otwarty na szybowcu A-9 na trasie Warszawa – Szalamy (678,5 km). W tym samym roku został mu przyznany tytuł Mistrza Sportu w szybownictwie.
W 1958 roku rozpoczął szkolenie balonowe i 27 maja 1959 roku uzyskał uprawnienia pilota balonowego. Od 1961 roku był wiceprzewodniczącym Komisji Balonowej Aeroklubu PRL. W 1960 roku w I Krajowych Zawodach Balonów Wolnych im. Franciszka Hynka zajął I miejsce po przeleceniu 221 km w czasie 5 h 28 min. W 1961 roku zajął I miejsca podczas Zawodów Balonowych o puchar Międzynarodowych Targów Poznańskich, Międzynarodowych Zawodów Balonowych Trophee du Balon Libre w Groningen oraz podczas II Krajowych Zawodach Balonów Wolnych im. Franciszka Hynka.
W 1962 roku podczas próby wyrwania z lotu nurkowego na szybowcu Zefir 2A doszło do urwania skrzydeł i przy ratowaniu się na spadochronie złamał nogę.
W kwietniu 1963 roku podjął się badania drgań występujących na szybowcu SZD-21 Kobuz-2 o znakach rejestracyjnych SP-1990. 20 kwietnia, w trakcie pomiarów drgań, doszło do flatteru i jedno skrzydło uległo urwaniu w locie. Sławomir Makaruk nie zdołał uratować się na spadochronie – zginął w szczątkach szybowca w okolicach Bielska-Białej. Prawdopodobnie aparatura pomiarowa, którą miał przymocowaną do kolana, uniemożliwiła mu wydostanie się z kabiny szybowca. Do przedwczesnej śmierci wylatał 2045 godzin na szybowcach, 411 godziny na samolotach i wykonał 83 loty balonowe.
Łącznie prowadził próby 27 typów szybowców, w tym:
- SZD-6 Nietoperz
- SZD-8 Jaskółka
- Bocian Z
- Bocian Puls
- SZD-11 Albatros
- SZD-12 Mucha 100
- Antonov A-9
- SZD-15 Sroka
- SZD-16 Gil
- SZD-18 Czajka
- SZD-19 Zefir
- Zefir 2
- Kobuz 2A
- SZD-22 Mucha Standard
- SZD-24 Foka
- SZD-25 Lis
- Koser-Hrovat KB-1 Triglav
- Ikarus B.C.6 Kobac
- Ilindenka 1T
- Cijan-Obad Orao
- Slingsby Skylark
- Ikarus Meteor
- KAI-12 Primorec
- Let L-13 Blaník
- Lommatzsch Lom-58 Libelle Standard

Dokonał też oblotu prototypu PZL M-3 Pliszka (dziewiczy lot).
Był mężem mgr inż. lotnictwa Wiesławy Łaneckiej-Makaruk i ojcem Sławomira, znanego podróżnika, nurka, ratownika górskiego, fotografa.
Został pochowany w kwaterze lotniczej cmentarza Wojskowego na Powązkach w Warszawie (kwatera B12-8-27). Podczas pogrzebu nad grobem przeleciał klucz samolotów sportowych i wojskowych.

## Ordery i odznaczenia
Był odznaczony Srebrnym i Brązowym Krzyżem Zasługi oraz pośmiertnie Krzyżem Kawalerskim Orderu Odrodzenia Polski.